# Барон Ландсборо
Барон Ландсборо из Ландсборо в графстве Восточный Йоркшир — наследственный титул в системе Пэрства Соединенного Королевства. Он был создан 4 марта 1850 года для британского дипломата и политика-вига, лорда Альберта Денисона (1805—1860). Он был третьим сыном Генри Конингэма, 1-го маркиза Конигэма (1766—1832), и его жены Элизабет Денисон (1769—1861). Родился как Альберт Денисон Конингэм, он принял по королевскому разрешению фамилию «Денисон» вместо «Конингэм» в 1849 году, чтобы унаследовать огромное состояние своего дяди по материнской линии — банкира и политика Уильяма Джозефа Денисона (1770—1849). Ранее Альберт Денисон представлял в Палате общин Великобритании Кентербери (1835—1841, 1847—1850). Его старший сын, Уильям Генри Форестер Денисон, 2-й барон Ландсборо (1834—1900), либеральный политик, был депутатом парламента от Беверли (1857—1859) и Скарборо (1859—1860). 1 июля 1887 года для него были созданы титулы виконта Рейнклиффа из Рейнклиффа в Северном Йоркшире и графа Ландсборо в графстве Йоркшир. Эти титулы являлись Пэрством Соединённого Королевства. Тем не менее, в 1937 году после смерти его внука, Хьюго Уильяма Сесила Денисона, 3-го графа Ландсборо (1894—1937), титулы виконта и графа прервались.
Баронский титул унаследовал его двоюродный дядя — Эрнест Уильям Денисон (1876—1963), ставший 6-м бароном Ландсборо. Он был сыном контр-адмирала достопочтенного Альберта Денисона, второго сына первого барона. После его смерти эта линия семьи угасла, а титул перешёл к его двоюродному брату — Конингэму Чарльзу Денисону (1885—1967; 7-й барон Ландсборо). Он был единственным сыном коммандера достопочтенного Конингэма Альберта Денисона, четвёртого сына 1-го барона. После его смерти эта линия семья также прервалась. Его преемником стал его двоюродный брат — Джон Альберт Листер Денисон (1901—1968), ставший 8-м бароном Ландсборо. Он был единственным сыном достопочтенного Гарольда Альберта Денисона, пятого сына 1-го барона.
По состоянию на 2024 год носителем баронского титула являлся его единственный сын, Ричард Джон Денисон (род. 1959), 9-й барон Ландсборо, который стал преемником своего отца в 1968 году.

## Бароны Ландсборо (1850)
- 1850—1860: Альберт Денисон Денисон, 1-й барон Ландсборо[англ.] (21 октября 1805 — 15 января 1860), третий сын Генри Конингэма, 1-го маркиза Конигэма (1766—1832)[1]
- 1860—1900: Уильям Генри Форестер Денисон, 2-й барон Ландсборо[англ.] (19 июня 1834 — 19 апреля 1900), старший сын предыдущего от первого брака. граф Ландсборо с 1887 года[2].

## Графы Ландсборо (1887)
- 1887—1900: Уильям Генри Форестер Денисон, 1-й граф Ландсборо[англ.] (19 июня 1834 — 19 апреля 1900), старший сын Альберта Денисона Денисона, 1-го барона Ландсборо[2]
- 1900—1917: Уильям Фрэнсис Генри Денисон, 2-й граф Ландсборо (30 декабря 1864 — 30 октября 1917), единственный сын предыдущего[3]
- 1917—1920: Джордж Фрэнсис Уильям Генри Денисон, 3-й граф Ландсборо (17 июля 1892 — 12 сентября 1920), старший сын предыдущего[4]
- 1920—1937: Хьюго Уильям Сесил Денисон, 4-й граф Ландсборо (13 ноября 1894 — 17 апреля 1937). Был женат на Мэриголд Розмари Джойс Лабботк (1903—1976), дочери пивовара и банкира Эдгара Лаббока[5].

## Бароны Ландсборо (продолжение креации 1850 года)
- 1937—1963: Эрнест Уильям Денисон, 6-й барон Ландсборо (9 августа 1876 — 31 декабря 1963), единственный сын контр-адмирала достопочтенного Альберта Денисона Сомервилля Денисона (1835—1903), второго сына 1-го барона Ландсборо[6]
- 1963—1967: Конингэм Чарльз Денисон, 7-й барон Ландсборо (6 апреля 1885 — 31 октября 1967), старший сын коммандера достопочтенного Конингэма Альберта Денисона (1851—1938), четвёртого сын 1-го барона Ландсборо[7]
- 1967—1968: Джон Альберт Листер Денисон, 8-й барон Ландсборо (30 мая 1901 — 5 апреля 1968), единственный сын достопочтенного Гарльда Альберта Денисона (1856—1948), пятого сына 1-го барона Ландсборо[8]
- 1968 — настоящее время: Ричард Джон Денисон, 9-й барон Ландсборо (род. 2 июля 1959), единственный сын предыдущего[9]
  - Наследник титула: достопочтенный Джеймс Фредерик Денисон (род. 4 июня 1990), единственный сын предыдущего[10].